# 8666 Reuter
8666 Reuter è un asteroide della fascia principale. Scoperto nel 1991, presenta un'orbita caratterizzata da un semiasse maggiore pari a 2,2793353 UA e da un'eccentricità di 0,1447750, inclinata di 4,03635° rispetto all'eclittica.